# (28019) Warchal
(28019) Warchal ist ein Asteroid des inneren Hauptgürtels, der am 14. Januar 1998 von der tschechischen Astronomin Lenka Kotková (damals noch unter ihrem Geburtsnamen Lenka Šarounová) an der Sternwarte Ondřejov (IAU-Code 557) in Ondřejov u Prahy entdeckt wurde.
(28019) Warchal ist nach dem slowakischen Violinisten Bohdan Warchal (1930–2000) benannt. Die Benennung des Asteroiden erfolgte am 24. Juni 2002.